# Niște sticle
Niște sticle este un film românesc din 1981 regizat de Mihai Bădică.